# 萨尔泰讷区
萨尔泰讷区（法語：Arrondissement de Sartène）是法国科西嘉大区南科西嘉省的一个区。总面积1819平方公里，总人口41143，人口密度23人/平方公里（2017年）。主要城镇为萨尔泰讷。

## 辖区
萨尔泰讷区辖有8个县与44个市镇。